# Potoroidae
A família Potoroidae é uma família de marsupiais australianos que inclui pequenos herbívoros e frugívoros, conhecidos por seus hábitos terrestres e saltadores. Esses animais são frequentemente chamados de potoroos, bettongs e ratos-canguru. A Potoroidae pertence à ordem Diprotodontia, a mesma que inclui os cangurus, coalas e vombates.

## Classificação
São conhecidos os seguintes géneros:
- Família Potoroidae
  - Subfamília não atribuída cientificamente
    - Gênero †Wakiewakie Woodburne, 1984[2]
    - Gênero †Purtia Case, 1984[3]

  - Subfamília †Palaeopotoroinae Flannery e Rich, 1986
    - Gênero †Palaeopotorous Flannery e Rich, 1986[4]

  - Subfamília †Bulungamayinae Flannery, Archer e Plane, 1983
    - Gênero †Wabularoo Archer, 1979[5]
      - †Wabularoo hilarus Cooke, 1999
      - †Wabularoo naughtoni Archer, 1979

    - Gênero †Bulungamaya Flannery, Archer e Plane, 1983[6]
      - †Bulungamaya delicata Flannery, Archer e Plane, 1983

  - Subfamília Potoroinae Gray, 1821
    - Gênero Bettongia Gray, 1837
      - †Bettongia moyesi Flannery e Archer, 1987
      - Bettongia penicillata Gray, 1837
      - Bettongia tropica Wakefield, 1967
      - Bettongia gaimardi (Desmarest, 1822)
      - Bettongia lesueur (Quoy e Gaimard, 1824)

    - Gênero †Gumardee Flannery, Archer e Plane, 1983
      - †Gumardee pascuali Flannery, Archer e Plane, 1983

    - Gênero Potorous Desmarest, 1804
      - Potorous tridactylus (Kerr, 1792)
      - Potorous gilbertii (Gould, 1841)
      - Potorous longipes Seebeck e Johnston, 1980
      - †Potorous platyops (Gould, 1844)

    - Gênero Aepyprymnus Garrod, 1875
      - Aepyprymnus rufescens (Gray, 1837)

    - Gênero †Caloprymnus Thomas, 1888
      - †Caloprymnus campestris (Gould, 1843)

    - Gênero †Milliyowi Flannery, Rich, Turnbull e Lundelius, 1992
      - †Milliyowi bunganditj Flannery, Rich, Turnbull e Lundelius, 1992